# Lady Puma
Lady Puma, född 24 juli 1994 i Monterrey i Nuevo León är en mexikansk luchadora (fribrottare). Hon gjorde sin professionella debut den 2 mars 2007, när hon var 12 år gammal. Under den senare delen av 2000-talet och den större delen av 2010-talet har Lady Puma brottats i Lucha Libre Femenil, ett förbund baserat i Monterrey dedikerat enbart till kvinnlig fribrottning. I Lucha Libre Femenil vann hon flera turneringar och titelbälten. Hon var ett av förbundets absolut största affischnamn från tidigt 2010-tal till och med 2018.
Mellan 2018 och 2020 har hon brottats regelbundet i Kaoz Lucha Libre, ett förbund baserat i Monterrey och hela Regiomontana, samt en samarbetspartner till Mexikos största förbund, Lucha Libre AAA Worldwide.